# Liste der Monuments historiques in Longuyon
Die Liste der Monuments historiques in Longuyon führt die Monuments historiques in der französischen Gemeinde Longuyon auf.

## Liste der Immobilien
| Bezeichnung       | Beschreibung                                                                     | Standort                                | Kennzeichnung | Schutzstatus | Datum | Bild           |
| ----------------- | -------------------------------------------------------------------------------- | --------------------------------------- | ------------- | ------------ | ----- | -------------- |
| Hochofen          | 1692 erbaut, im zweiten Viertel des 19. Jahrhunderts rekonstruiert, heute ruinös | Villancy, nordwestlich des Ortes (Lage) | PA00106073    | Inscrit      | 1982  |                |
| Kirche Ste-Agathe | ehemalige Stiftskirche, ab dem 13. Jahrhundert                                   | Longuyon, rue de l’Église (Lage)        | PA00106072    | Classé       | 1875  | weitere Bilder |

## Liste der Objekte
| Bezeichnung                           | Beschreibung                                                                                       | Standort                                 | Kennzeichnung | Schutzstatus | Datum | Bild |
| ------------------------------------- | -------------------------------------------------------------------------------------------------- | ---------------------------------------- | ------------- | ------------ | ----- | ---- |
| Gemälde Martyrium der heiligen Agatha | Ölfarbe auf Leinwand, Holzrahmen, Ende des 18. Jahrhunderts von Abraham von Orval (Abraham Gilson) | Longuyon, in der Kirche St-Agathe (Lage) | PM54001099    | Classé       | 1994  |      |
| Kruzifix                              | Holz, farbig gefasst, um 1600                                                                      | Longuyon, in der Kirche St-Agathe (Lage) | PM54001617    | Inscrit      | 1990  |      |
| Skulptur Madonna mit Kind (1)         | Stein, 14. Jahrhundert                                                                             | Longuyon, in der Kirche St-Agathe (Lage) | PM54000374    | Classé       | 1908  |      |
| Kanzel                                | Eichenholz, Mitte des 18. Jahrhunderts                                                             | Longuyon, in der Kirche St-Agathe (Lage) | PM54000378    | Classé       | 1984  |      |
| Weihwasserbecken                      | Gusseisen, 15. Jahrhundert                                                                         | Longuyon, in der Kirche St-Agathe (Lage) | PM54000372    | Classé       | 1908  |      |
| Altar                                 | Stein, 14. Jahrhundert                                                                             | Longuyon, in der Kirche St-Agathe (Lage) | PM54000373    | Classé       | 1908  |      |
| Skulptur Madonna mit Kind (2)         | Stein, farbig gefasst, um 1400                                                                     | Longuyon, in der Kirche St-Agathe (Lage) | PM54000375    | Classé       | 1964  |      |
| Skulptur Heilige Elisabeth            | Stein, farbig gefasst, 16. Jahrhundert                                                             | Longuyon, in der Kirche St-Agathe (Lage) | PM54000376    | Classé       | 1964  |      |
| Skulptur Heilige Katharina            | Stein, farbig gefasst, 16. Jahrhundert                                                             | Longuyon, in der Kirche St-Agathe (Lage) | PM54000377    | Classé       | 1964  |      |